# Rafael Castellín
Rafael Ernesto Castellín García (Maturín, Monagas, Venezuela; 2 de septiembre de 1975) es un exfutbolista y entrenador venezolano. Jugaba como delantero y su último equipo fue el Monagas Sport Club de la Segunda División de Venezuela. 
Es apodado "El Huracán". El 15 de noviembre de 1992, cuando solo contaba con 17 años, debuta en las filas del Monagas Sport Club, en un partido ante Llaneros de Guanare, marcando un gol, siendo así Giuseppe Samele, su primera víctima. A los 19 años, 9 meses, y 4 días de su debut, específicamente el 19 de agosto de 2012, con el ACD Lara, Castellín, marca su gol 200 ante el Zamora Fútbol Club.

## Detalles
- Máximo goleador de la Copa Pre Libertadores 1999 con el Deportivo Italchacao, 5 goles.
- Quedó de segundo goleador de la Primera División 2003-04 con 14 goles, detrás de Juan García con 18 goles.
- Quedó de tercero goleador de la Primera División 2004-05 con 14 goles, detrás de Daniel Delfino con 19 goles y Juan García con 16 goles.
- Quedó de segundo goleador de la Primera División 2007-08 con 16 goles, detrás de Alexander Rondón con 19 goles.
- Participó en la Copa Merconorte de 1998 con el Caracas. Jugó 5 partidos y marcó 4 goles.
- Participó en la Copa Pre Libertadores de 1999 y 2000 con el Italchacao. Jugó 5 partidos y marcó 2 goles.
- Participó en la Copa Merconorte de 2001 con Italchacao. Jugó 5 partidos y marcó 1 gol.
- Participó en la Copa Libertadores 2005 con el Caracas. Jugó 6 partidos y marcó 1 gol.
- Participó en la Copa Libertadores 2006 con Unión Atlético Maracaibo. Jugó 5 partidos y marcó 2 goles.
- Participó en la Copa Libertadores 2007 con el Caracas. Jugó 3 partidos y marcó 0 goles.
- Participó en la Copa Libertadores 2008 con el Caracas. Jugó 4 partidos y marcó 2 goles.
- Participó en la Copa Libertadores 2009 jugando 7 partidos y marcando 1 gol.

- Autor del gol 1300 de la historia del Caracas el 19/10/2008. anotó un doblete en los minutos (45+1 y 50 ) en la victoria 3-0 ante Estudiantes de Mérida.
- Es el máximo goleador de la historia del Caracas anotando su gol 100 con el Caracas el 19/10/2008 ante Estudiantes de Mérida al marcar un doblete (45+1 y 50) en la victoria del Caracas por 3-1.

## Clubes
- Actualizado al 5 de marzo de 2012

| Club                 | País      | Año       | PJ | Goles |
| -------------------- | --------- | --------- | -- | ----- |
| Monagas Sport Club   | Venezuela | 1992-1996 |    | 18    |
| Minerven             | Venezuela | 1996      |    | 6     |
| Caracas FC           | Venezuela | 1996-1999 | 75 | 41    |
| Deportivo Italchacao | Venezuela | 1999-2002 | 61 | 23    |
| Monagas Sport Club   | Venezuela | 2002-2003 |    | 7     |
| Caracas FC           | Venezuela | 2003-2004 |    | 28    |
| UA Maracaibo         | Venezuela | 2005-2006 | 7  | 2     |
| Caracas FC           | Venezuela | 2006-2010 | 71 | 38    |
| Real Esppor Club     | Venezuela | 2010      | 10 | 5     |
| ACD Lara             | Venezuela | 2011-2012 | 25 | 21    |

### Competiciones
| Competición              | PJ | Goles |
| ------------------------ | -- | ----- |
| Liga Venezolana          |    | 172   |
| Copa Venezuela           | 18 | 7     |
| Finales Primera División | 2  | 3     |
| Copa Libertadores        | 27 | 9     |
| Copa Pre Libertadores    | 7  | 7     |
| Copa Sudamericana        |    |       |
| Copa Merconorte          | 10 | 5     |
| Selección Nacional       | 20 | 5     |
| Total en su Carrera      |    | 208   |

### Con la Selección
Hizo su debut con la selección de Venezuela el 24 de abril de 1996 en la eliminatoria al mundial de Francia 1998 ante Uruguay, con derrota de 0-2.
https://web.archive.org/web/20100115234606/http://www.ahefv.com/web/selecciones/absoluta/goleadores/index.html
| Detalle                  | Juegos | Goles |
| ------------------------ | ------ | ----- |
| Copa América             | 3      | 0     |
| Eliminatorias al Mundial | 10     | 1     |
| Amistosos                | 9      | 4     |
| Total                    | 22     | 5     |

### Hattrick
- 26 de mayo de 1997: marcó un Hattrick con el Caracas FC en el partido de vuelta de la Final. ante Zulia 5-0.
- 12 de abril de 2008: marcó un Hattrick en el encuentro Caracas FC 6 - Estrella Roja 4. Anotó los goles en los minutos 46-49-70.
- 17 de octubre de 2009: marcó un Hattrick con el Caracas FC en partido contra Centro Ítalo 3-1.

### Récords
- Marcó el gol 700 de por vida en Liga del Caracas FC
- Marcó el gol 1000 de por vida en liga del Caracas FC
- Es el Máximo Goleador de por vida de la Copa Pre Libertadores con 7 goles.
- Es el Máximo Goleador de por vida del Caracas FC CON 108 *

### Campeonatos nacionales
| Título           | Club       | País      | Año       |
| ---------------- | ---------- | --------- | --------- |
| Primera División | Caracas FC | Venezuela | 1996-1997 |
| Primera División | Caracas FC | Venezuela | 2003-2004 |
| Primera División | Caracas FC | Venezuela | 2006-2007 |
| Primera División | Caracas FC | Venezuela | 2008-2009 |
| Copa Venezuela   | Caracas FC | Venezuela | 2009      |
| Primera División | Caracas FC | Venezuela | 2009-2010 |
| Primera División | ACD Lara   | Venezuela | 2011-2012 |

### Distinciones individuales
| Distinción                                                         | Año       |
| ------------------------------------------------------------------ | --------- |
| Máximo goleador de la Liga Venezolana con 19 goles.                | 1996-1997 |
| Máximo goleador de la Copa Merconorte con 4 goles.                 | 1998      |
| Máximo goleador Copa Pre Libertadores con 5 goles.                 | 1999      |
| Máximo goleador histórico de la Copa Pre Libertadores con 7 goles. | 2003      |
| Es el Máximo Goleador de por vida del Caracas FC con 124 goles.    | 2010      |
| Máximo goleador de la Liga Venezolana con 21 goles.                | 2011-2012 |